# György Sárosi
György Sárosi, noto in Italia anche con il nome italianizzato Giorgio Sarosi, noto anche con lo pseudonimo di Gyurka (Budapest, 16 settembre 1912 – Genova, 20 giugno 1993), è stato un calciatore e allenatore di calcio ungherese, di ruolo attaccante.
Vicecampione del mondo con la nazionale ungherese nel 1938, occupa l'89ª posizione nella speciale classifica dei migliori calciatori del XX secolo pubblicata dalla rivista World Soccer.
Era il fratello maggiore di Béla Sárosi e di László Sárosi (1913), nuotatore e giocatore di pallanuoto.

## Biografia
Nato da padre ungherese di origine croata (cognome originario Stefancsics) e da madre italiana, passò la giovinezza a Budapest dove iniziò anche a studiare giurisprudenza.

## Caratteristiche tecniche

### Giocatore
Era un centravanti con un'ottima media realizzativa.

## Carriera

### Giocatore

#### Club
Inizialmente Sárosi giocò in varie posizioni nel Ferencvárosi TC e nella nazionale ungherese. Pur essendo essenzialmente un attaccante, poteva giocare anche come difensore centrale. Vinse con il Ferencvárosi TC cinque campionati tra il 1932 e il 1941, oltre alla Coppa dell'Europa Centrale 1937, quando, sotto una pioggia battente, segnò da capitano 3 gol nella vittoria della squadra contro la Lazio per 5-4.

#### Nazionale
Ha giocato in totale 62 partite con la nazionale magiara segnando 42 gol, dall'esordio il 21 maggio 1931 a Belgrado contro la Jugoslavia; tra le sue gare in nazionale va ricordata la partita di Coppa Internazionale del 19 settembre 1937 a Budapest contro la Cecoslovacchia, vinta dagli ungheresi per 8–3, quando in 51 minuti, tra il 34' e l'85', segnò 7 reti. La sua ultima partita in nazionale fu da lui disputata il 7 novembre 1943, ancora a Belgrado, contro la rappresentativa della Svezia.
Ai Mondiali ha segnato 6 gol in totale, di cui 1 nell'edizione del 1934 e 5 in quella del 1938 con la fascia di capitano della nazionale ungherese, compreso quello segnato nella finale contro l'Italia, persa per 2-4. Avendo realizzato un gol anche negli ottavi, nei quarti e nelle semifinali del Mondiale 1938, è uno dei tre giocatori, insieme all'uruguayano Ghiggia e al brasiliano Jairzinho, ad aver segnato almeno un gol in ogni partita di un'edizione della rassegna iridata, finale compresa.

### Allenatore

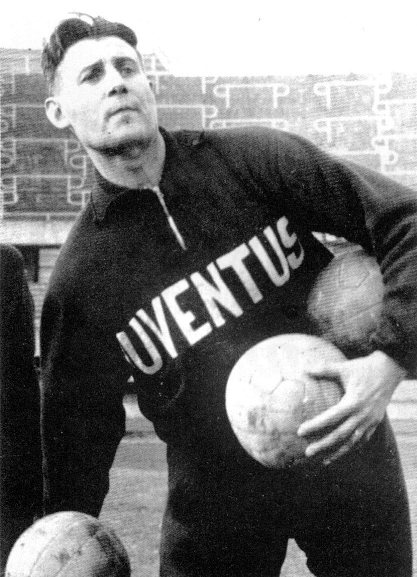
Sárosi alla guida della Juventus nei primi anni 1950

Terminata la carriera agonistica da calciatore, Sárosi si trasferì in Italia nel 1947 e intraprese quella di allenatore di diverse squadre, tra cui il Bologna, la Lucchese Libertas (dove fu esonerato all'undicesima giornata dopo la sconfitta casalinga contro l'Udinese e sostituito da Ivo Fiorentini, a cui subentrò alla quinta giornata di ritorno) il Bari, la Juventus (con la quale vinse lo scudetto 1951-1952), il Genoa (dove curò a lungo anche il vivaio giovanile), la Roma, e il Brescia. Ebbe una breve esperienza in Svizzera al Lugano.
Tornato in Italia, allenò in Serie D e Promozione il sodalizio genovese Gruppo C.
Allenatore esperto, fu ritenuto dal Corriere dello Sport uno dei più abili scopritori di talenti, capace di valorizzare giocatori come Primo Sentimenti.

## Statistiche

### Presenze e reti nei club
| Stagione        | Squadra         | Campionato      | Campionato | Campionato | Coppe nazionali | Coppe nazionali | Coppe nazionali | Coppe continentali | Coppe continentali | Coppe continentali | Altre coppe | Altre coppe | Altre coppe | Totale | Totale |
| Stagione        | Squadra         | Comp            | Pres       | Reti       | Comp            | Pres            | Reti            | Comp               | Pres               | Reti               | Comp        | Pres        | Reti        | Pres   | Reti   |
| --------------- | --------------- | --------------- | ---------- | ---------- | --------------- | --------------- | --------------- | ------------------ | ------------------ | ------------------ | ----------- | ----------- | ----------- | ------ | ------ |
| 1930-1931       | Ferencváros     | NL              | 7          | 2          | MK              | 4               | 0               |                    |                    |                    |             |             |             | 11     | 2      |
| 1931-1932       | Ferencváros     | NL              | 19         | 4          | MK              | 2               | 0               | CEC                | 2                  | 3                  |             |             |             | 23     | 7      |
| 1932-1933       | Ferencváros     | NL              | 22         | 8          | MK              | 3               | 5               |                    |                    |                    |             |             |             | 25     | 13     |
| 1933-1934       | Ferencváros     | NL              | 20         | 24         |                 |                 |                 | CEC                | 5                  | 7                  |             |             |             | 25     | 31     |
| 1934-1935       | Ferencváros     | NL              | 20         | 22         | MK              | 4               | 6               | CEC                | 8                  | 9                  |             |             |             | 32     | 37     |
| 1935-1936       | Ferencváros     | NL              | 21         | 37         |                 |                 |                 | CEC                | 2                  | 4                  |             |             |             | 23     | 41     |
| 1936-1937       | Ferencváros     | NL              | 19         | 29         |                 |                 |                 | CEC                | 9                  | 12                 |             |             |             | 28     | 41     |
| 1937-1938       | Ferencváros     | NL              | 20         | 29         |                 |                 |                 | CEC                | 8                  | 7                  |             |             |             | 28     | 36     |
| 1938-1939       | Ferencváros     | NL              | 20         | 26         |                 |                 |                 | CEC                | 6                  | 2                  |             |             |             | 26     | 28     |
| 1939-1940       | Ferencváros     | NL              | 23         | 23         |                 |                 |                 | CEC                | 2                  | 6                  |             |             |             | 25     | 29     |
| 1940-1941       | Ferencváros     | NL              | 22         | 29         | MK              | 1               | 0               |                    |                    |                    |             |             |             | 23     | 29     |
| 1941-1942       | Ferencváros     | NL              | 19         | 19         | MK              | 2               | 4               |                    |                    |                    |             |             |             | 21     | 23     |
| 1942-1943       | Ferencváros     | NL              | 15         | 6          | MK              | 2               | 3               |                    |                    |                    |             |             |             | 17     | 9      |
| 1943-1944       | Ferencváros     | NL              | 28         | 11         | MK              | 6               | 3               |                    |                    |                    |             |             |             | 34     | 14     |
| 1944            | Ferencváros     | NL              | 13         | 14         |                 |                 |                 |                    |                    |                    |             |             |             | 13     | 14     |
| 1945            | Ferencváros     | NL              | 18         | 16         |                 |                 |                 |                    |                    |                    |             |             |             | 18     | 16     |
| 1945-1946       | Ferencváros     | NL              | 31         | 31         |                 |                 |                 |                    |                    |                    |             |             |             | 31     | 31     |
| 1946-1947       | Ferencváros     | NL              | 29         | 15         |                 |                 |                 |                    |                    |                    |             |             |             | 29     | 15     |
| 1947-1948       | Ferencváros     | NL              | 18         | 5          |                 |                 |                 |                    |                    |                    |             |             |             | 18     | 5      |
| Totale carriera | Totale carriera | Totale carriera | 384        | 350        |                 | 24              | 21              |                    | 42                 | 50                 |             |             |             | 450    | 421    |

### Cronologia presenze e reti in nazionale
| Cronologia completa delle presenze e delle reti in nazionale ― Ungheria | Cronologia completa delle presenze e delle reti in nazionale ― Ungheria | Cronologia completa delle presenze e delle reti in nazionale ― Ungheria | Cronologia completa delle presenze e delle reti in nazionale ― Ungheria | Cronologia completa delle presenze e delle reti in nazionale ― Ungheria | Cronologia completa delle presenze e delle reti in nazionale ― Ungheria | Cronologia completa delle presenze e delle reti in nazionale ― Ungheria | Cronologia completa delle presenze e delle reti in nazionale ― Ungheria |
| Data                                                                    | Città                                                                   | In casa                                                                 | Risultato                                                               | Ospiti                                                                  | Competizione                                                            | Reti                                                                    | Note                                                                    |
| ----------------------------------------------------------------------- | ----------------------------------------------------------------------- | ----------------------------------------------------------------------- | ----------------------------------------------------------------------- | ----------------------------------------------------------------------- | ----------------------------------------------------------------------- | ----------------------------------------------------------------------- | ----------------------------------------------------------------------- |
| 21-5-1931                                                               | Belgrado                                                                | Jugoslavia                                                              | 3 – 2                                                                   | Ungheria                                                                | Amichevole                                                              | -                                                                       |                                                                         |
| 20-9-1931                                                               | Budapest                                                                | Ungheria                                                                | 3 – 0                                                                   | Cecoslovacchia                                                          | Amichevole                                                              | -                                                                       |                                                                         |
| 4-10-1931                                                               | Budapest                                                                | Ungheria                                                                | 2 – 2                                                                   | Austria                                                                 | Coppa Internazionale 1931-1932                                          | -                                                                       |                                                                         |
| 8-11-1931                                                               | Budapest                                                                | Ungheria                                                                | 3 – 1                                                                   | Svezia                                                                  | Amichevole                                                              | -                                                                       |                                                                         |
| 13-12-1931                                                              | Torino                                                                  | Italia                                                                  | 3 – 2                                                                   | Ungheria                                                                | Coppa Internazionale 1931-1932                                          | -                                                                       |                                                                         |
| 8-5-1932                                                                | Budapest                                                                | Ungheria                                                                | 1 – 1                                                                   | Italia                                                                  | Coppa Internazionale 1931-1932                                          | -                                                                       |                                                                         |
| 19-6-1932                                                               | Berna                                                                   | Svizzera                                                                | 3 – 1                                                                   | Ungheria                                                                | Coppa Internazionale 1931-1932                                          | -                                                                       |                                                                         |
| 18-9-1932                                                               | Budapest                                                                | Ungheria                                                                | 2 – 1                                                                   | Cecoslovacchia                                                          | Coppa Internazionale 1931-1932                                          | -                                                                       |                                                                         |
| 2-10-1932                                                               | Budapest                                                                | Ungheria                                                                | 2 – 3                                                                   | Austria                                                                 | Amichevole                                                              | -                                                                       |                                                                         |
| 30-10-1932                                                              | Budapest                                                                | Ungheria                                                                | 2 – 1                                                                   | Germania                                                                | Amichevole                                                              | -                                                                       |                                                                         |
| 29-1-1933                                                               | Lisbona                                                                 | Portogallo                                                              | 1 – 0                                                                   | Ungheria                                                                | Amichevole                                                              | -                                                                       |                                                                         |
| 5-3-1933                                                                | Amsterdam                                                               | Paesi Bassi                                                             | 1 – 2                                                                   | Ungheria                                                                | Amichevole                                                              | -                                                                       | Cap.                                                                    |
| 19-3-1933                                                               | Budapest                                                                | Ungheria                                                                | 2 – 0                                                                   | Cecoslovacchia                                                          | Amichevole                                                              | -                                                                       | Cap.                                                                    |
| 30-4-1933                                                               | Budapest                                                                | Ungheria                                                                | 1 – 1                                                                   | Austria                                                                 | Amichevole                                                              | -                                                                       |                                                                         |
| 2-7-1933                                                                | Solna                                                                   | Svezia                                                                  | 5 – 2                                                                   | Ungheria                                                                | Amichevole                                                              | 1                                                                       |                                                                         |
| 17-9-1933                                                               | Budapest                                                                | Ungheria                                                                | 3 – 0                                                                   | Svizzera                                                                | Coppa Internazionale 1933-1935                                          | -                                                                       |                                                                         |
| 1-10-1933                                                               | Vienna                                                                  | Austria                                                                 | 2 – 2                                                                   | Ungheria                                                                | Amichevole                                                              | -                                                                       |                                                                         |
| 22-10-1933                                                              | Budapest                                                                | Ungheria                                                                | 0 – 1                                                                   | Italia                                                                  | Coppa Internazionale 1933-1935                                          | -                                                                       |                                                                         |
| 25-3-1934                                                               | Sofia                                                                   | Bulgaria                                                                | 1 – 4                                                                   | Ungheria                                                                | Qual. Mondiali 1934                                                     | 1                                                                       |                                                                         |
| 15-4-1934                                                               | Vienna                                                                  | Austria                                                                 | 5 – 2                                                                   | Ungheria                                                                | Amichevole                                                              | 2                                                                       | Cap.                                                                    |
| 29-4-1934                                                               | Praga                                                                   | Cecoslovacchia                                                          | 2 – 2                                                                   | Ungheria                                                                | Coppa Internazionale 1933-1935                                          | 2                                                                       |                                                                         |
| 10-5-1934                                                               | Budapest                                                                | Ungheria                                                                | 2 – 1                                                                   | Inghilterra                                                             | Amichevole                                                              | 1                                                                       |                                                                         |
| 31-5-1934                                                               | Bologna                                                                 | Austria                                                                 | 2 – 1                                                                   | Ungheria                                                                | Mondiali 1934 - Quarti di finale                                        | 1                                                                       |                                                                         |
| 7-10-1934                                                               | Budapest                                                                | Ungheria                                                                | 3 – 1                                                                   | Austria                                                                 | Coppa Internazionale 1933-1935                                          | 2                                                                       |                                                                         |
| 9-12-1934                                                               | Milano                                                                  | Italia                                                                  | 4 – 2                                                                   | Ungheria                                                                | Amichevole                                                              | 1                                                                       |                                                                         |
| 14-4-1935                                                               | Zurigo                                                                  | Svizzera                                                                | 6 – 2                                                                   | Ungheria                                                                | Coppa Internazionale 1933-1935                                          | -                                                                       |                                                                         |
| 12-5-1935                                                               | Budapest                                                                | Ungheria                                                                | 6 – 3                                                                   | Austria                                                                 | Amichevole                                                              | 3                                                                       |                                                                         |
| 19-5-1935                                                               | Colombes                                                                | Francia                                                                 | 2 – 0                                                                   | Ungheria                                                                | Amichevole                                                              | -                                                                       |                                                                         |
| 6-10-1935                                                               | Vienna                                                                  | Austria                                                                 | 4 – 4                                                                   | Ungheria                                                                | Coppa Internazionale 1933-1935                                          | 1                                                                       |                                                                         |
| 10-11-1935                                                              | Budapest                                                                | Ungheria                                                                | 6 – 1                                                                   | Svizzera                                                                | Amichevole                                                              | 2                                                                       |                                                                         |
| 24-11-1935                                                              | Milano                                                                  | Italia                                                                  | 2 – 2                                                                   | Ungheria                                                                | Coppa Internazionale 1933-1935                                          | 2                                                                       |                                                                         |
| 15-3-1936                                                               | Budapest                                                                | Ungheria                                                                | 3 – 2                                                                   | Germania                                                                | Amichevole                                                              | 1                                                                       | Cap.                                                                    |
| 3-5-1936                                                                | Budapest                                                                | Ungheria                                                                | 3 – 3                                                                   | Irlanda                                                                 | Amichevole                                                              | 2                                                                       | Cap.                                                                    |
| 31-5-1936                                                               | Budapest                                                                | Ungheria                                                                | 1 – 2                                                                   | Italia                                                                  | Amichevole                                                              | -                                                                       |                                                                         |
| 2-12-1936                                                               | Londra                                                                  | Inghilterra                                                             | 6 – 2                                                                   | Ungheria                                                                | Amichevole                                                              | -                                                                       | Cap.                                                                    |
| 6-12-1936                                                               | Dublino                                                                 | Irlanda                                                                 | 2 – 3                                                                   | Ungheria                                                                | Amichevole                                                              | -                                                                       |                                                                         |
| 11-4-1937                                                               | Basilea                                                                 | Svizzera                                                                | 1 – 5                                                                   | Ungheria                                                                | Coppa Internazionale 1936-1938                                          | 1                                                                       | Cap.                                                                    |
| 25-4-1937                                                               | Torino                                                                  | Italia                                                                  | 2 – 0                                                                   | Ungheria                                                                | Coppa Internazionale 1936-1938                                          | -                                                                       | Cap.                                                                    |
| 23-5-1937                                                               | Budapest                                                                | Ungheria                                                                | 2 – 2                                                                   | Austria                                                                 | Amichevole                                                              | -                                                                       | Cap.                                                                    |
| 19-9-1937                                                               | Budapest                                                                | Ungheria                                                                | 8 – 3                                                                   | Cecoslovacchia                                                          | Coppa Internazionale 1936-1938                                          | 7                                                                       | Cap.                                                                    |
| 10-10-1937                                                              | Vienna                                                                  | Austria                                                                 | 1 – 2                                                                   | Ungheria                                                                | Coppa Internazionale 1936-1938                                          | 1                                                                       |                                                                         |
| 14-11-1937                                                              | Budapest                                                                | Ungheria                                                                | 2 – 0                                                                   | Svizzera                                                                | Coppa Internazionale 1936-1938                                          | 1                                                                       | Cap.                                                                    |
| 5-6-1938                                                                | Reims                                                                   | Ungheria                                                                | 6 – 0                                                                   | Indie orientali olandesi                                                | Mondiali 1938 - Ottavi di finale                                        | 2                                                                       | Cap.                                                                    |
| 12-6-1938                                                               | Lilla                                                                   | Svizzera                                                                | 0 – 2                                                                   | Ungheria                                                                | Mondiali 1938 - Quarti di finale                                        | 1                                                                       | Cap.                                                                    |
| 16-6-1938                                                               | Parigi                                                                  | Ungheria                                                                | 5 – 1                                                                   | Svezia                                                                  | Mondiali 1938 - Semifinale                                              | 1                                                                       | Cap.                                                                    |
| 19-6-1938                                                               | Colombes                                                                | Italia                                                                  | 4 – 2                                                                   | Ungheria                                                                | Mondiali 1938 - Finale                                                  | 1                                                                       | Cap.                                                                    |
| 7-12-1938                                                               | Glasgow                                                                 | Scozia                                                                  | 3 – 1                                                                   | Ungheria                                                                | Amichevole                                                              | 1                                                                       | Cap.                                                                    |
| 26-2-1939                                                               | Rotterdam                                                               | Paesi Bassi                                                             | 3 – 2                                                                   | Ungheria                                                                | Amichevole                                                              | -                                                                       | Cap.                                                                    |
| 18-5-1939                                                               | Budapest                                                                | Ungheria                                                                | 2 – 2                                                                   | Irlanda                                                                 | Amichevole                                                              | -                                                                       | Cap.                                                                    |
| 8-6-1939                                                                | Budapest                                                                | Ungheria                                                                | 1 – 3                                                                   | Italia                                                                  | Amichevole                                                              | -                                                                       | Cap.                                                                    |
| 27-8-1939                                                               | Varsavia                                                                | Polonia                                                                 | 4 – 2                                                                   | Ungheria                                                                | Amichevole                                                              | -                                                                       |                                                                         |
| 24-9-1939                                                               | Budapest                                                                | Ungheria                                                                | 5 – 1                                                                   | Germania                                                                | Amichevole                                                              | -                                                                       | Cap.                                                                    |
| 22-10-1939                                                              | Bucarest                                                                | Romania                                                                 | 1 – 1                                                                   | Ungheria                                                                | Amichevole                                                              | -                                                                       | Cap.                                                                    |
| 12-11-1939                                                              | Belgrado                                                                | Jugoslavia                                                              | 0 – 2                                                                   | Ungheria                                                                | Amichevole                                                              | 1                                                                       | Cap.                                                                    |
| 31-3-1940                                                               | Budapest                                                                | Ungheria                                                                | 3 – 0                                                                   | Svizzera                                                                | Amichevole                                                              | 2                                                                       | Cap.                                                                    |
| 2-5-1940                                                                | Budapest                                                                | Ungheria                                                                | 1 – 0                                                                   | Croazia                                                                 | Amichevole                                                              | -                                                                       | Cap.                                                                    |
| 19-5-1940                                                               | Budapest                                                                | Ungheria                                                                | 2 – 0                                                                   | Romania                                                                 | Amichevole                                                              | 1                                                                       | Cap.                                                                    |
| 29-9-1940                                                               | Budapest                                                                | Ungheria                                                                | 0 – 0                                                                   | Jugoslavia                                                              | Amichevole                                                              | -                                                                       | Cap.                                                                    |
| 6-10-1940                                                               | Budapest                                                                | Ungheria                                                                | 2 – 2                                                                   | Germania                                                                | Amichevole                                                              | -                                                                       | Cap.                                                                    |
| 1-12-1940                                                               | Genova                                                                  | Italia                                                                  | 1 – 1                                                                   | Ungheria                                                                | Amichevole                                                              | -                                                                       | Cap.                                                                    |
| 8-12-1940                                                               | Zagabria                                                                | Croazia                                                                 | 1 – 1                                                                   | Ungheria                                                                | Amichevole                                                              | -                                                                       | Cap.                                                                    |
| 7-11-1943                                                               | Budapest                                                                | Ungheria                                                                | 2 – 7                                                                   | Svezia                                                                  | Amichevole                                                              | -                                                                       |                                                                         |
| Totale                                                                  |                                                                         | Presenze                                                                | 62                                                                      |                                                                         | Reti (5º posto)                                                         | 42                                                                      |                                                                         |

### Record
- Miglior marcatore di sempre della Coppa dell'Europa Centrale (50).
- Miglior marcatore di sempre della Coppa Internazionale (17).

## Palmarès

### Giocatore

#### Club

##### Competizioni nazionali
- Campionato ungherese: 5

Ferencváros: 1931-1932, 1933-1934, 1937-1938, 1939-1940, 1940-1941
- Coppa d'Ungheria: 5

Ferencváros: 1932-1933, 1934-1935, 1941-1942, 1942-1943, 1943-1944

##### Competizioni internazionali
- Coppa dell'Europa Centrale: 1

Ferencváros: 1937

#### Individuale
- Capocannoniere della Coppa Internazionale: 2 (record)

1933-1935 (7 gol), 1936-1938 (10 gol)
- Capocannoniere della Coppa dell'Europa Centrale: 3 (record condiviso con Giuseppe Meazza)

1935 (9 gol), 1937 (12 gol), 1940 (6 gol)
- Capocannoniere del campionato ungherese: 3

1935-1936 (36 gol), 1939-1940 (23 gol), 1940-1941 (29 gol)
- All-Star Team del mondiale: 1[7]

Francia 1938

### Allenatore
- Campionato italiano: 1

Juventus: 1951-1952